# Самборський Андрій Опанасович
Андрій Опанасович Самборський (1732, Нижня Сироватка, Сумського полку — 1815 Санкт-Петербург) — протоієрей Російської православної церкви,просвітник, духівник імператора Олександра I. Найбільший землевласник Ізюмського повіту.

## Життєпис

### Родита та освіта
Андрій Опанасович народився в сім'ї священика в слободі Нижня Сироватка Сумського полку Слобідської України.
Перебував у шлюбі з 1768 року англійкою Єлизаветою Фільдинг, що перейшла в православ'я (померла в 1794 році). У шлюбі народилися:
- Ганна (1770—після 1843), виховувала дітей своєї сестри після її смерті.
- Софія (1772—1812), з 1791 року одружена з російським дипломатом, майбутнім першим директором Імператорського царськосельського ліцею В. Ф. Малиновським (1765—1814).
- Олександр (нар. 1776), про нього мало відомо. Залишився в Англії для продовження освіти (після повернення Самбірського в Росію).
- Ісая (1779—1783).

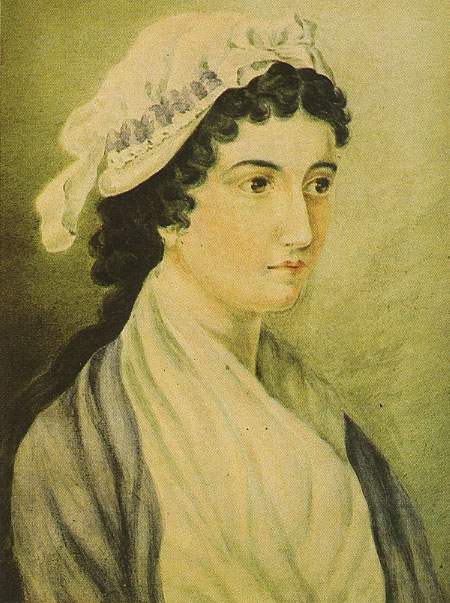
Софія Андріївна Малиновська, дочка А. А. Самборського

Середню освіту здобув у духовному училищі в Бєлгороді (де навчався латинської мови), а вищу — в Києво-Могилянській академії, яку закінчив у 1765 році.

### Служба у Англії
Після закінчення Самборським Академії її керівництво у відповідності з волею імператриці Катерини II спрямувало випускника до Англії для вивчення агрономії. При цьому йому доручили «смотреніє» за іншими молодими людьми, що поїхали разом з ним. Водночас він став служити при російській церкві в Лондоні. Після того, як прибув з Андрієм Самборським викладач Київської академії ієромонах Єфрем (Дьяковський), не дочекавшись відповіді на своє прохання про переведення з Лондонської церкви, у 1767 році самовільно виїхав, російський посланник А. С. Мусін-Пушкін рекомендував на вакантне місце саме Самборського. У 1768 році Андрій Опанасович відправився до Санкт-Петербурга, де був добре прийнятий як церковними ієрархами, так і деякими світськими сановниками. 6 вересня його висвятили в Петропавлівському соборі на диякона, а 8 вересня в церкві Різдва Пресвятої Богородиці — на священика, після чого він повернувся настоятелем у російську церкву в Лондоні. 

Про 15-річного англійський період життя отця Андрія Самборського відомостей залишилося мало, але у своєму листі до імператора 1804 року він писав: 
|  | Сия просвещенная страна [то есть Англия] да засвидетельствует, с какою ревностью и чистотою совершал я чрез многие годы богослужение, которое утверждает в человеках чистую веру, которая едина утверждает царские престолы, содействием которой народы пребывают в тишине и единодушии. По совершении священной должности в храме, всё прочее время употреблял я для приобретения не собственной пользы, а блага общего — успехов российских художников, кораблестроителей, мореходцев, земледельцев, пользуясь всеми возможными случаями и способами. |

 У 1780 році, отримавши, ймовірно, від російського посланця хороші відгуки про отця Андрія, Катерина II викликала його в Росію. Ще раніше Самборський підготував собі наступника — майбутнього довготривалого настоятеля і посла протоієрея Якова Смирнова (Линицького), якого викликав в Англії ще в 1776 році.

### Царськосельський період. Настоятель собору
Після повернення з Англії Катерина II призначила отця Андрія Самборського настоятелем Софійського собору, побудованого за проєктом Чарльза Камерона в 1782 — 1788 роках у місті Софії поряд з Царським Селом. Будучи соборним протопопом, отець Андрій застосовував отримані в Англії знання із садівництва. Йому належить планування розважального й повчального саду в Царському Селі, влаштованого за мотивами «Казки про царевича Хлора», складеної Катериною II для онука Олександра. Самборський був членом Імператорського Вільного економічного товариства. Цікаво, що й після переселення в Росію священик не переставав ходити у світському одязі, стригти волосся на голові і голити бороду й вуса, на що ним було отримано імператорський дозвіл.
Отець Андрій Самборський був близько знайомий з багатьма високопоставленими сановниками-українцями. Серед них князь Олександра Безбородька, до якого священик, наприклад, звертався в 1783 році з постійними пропозиціями загального запровадження в Росії поліпшених способів землеробства і рільництва. Швидше за все, імператриця особисто угледіла в Самборському потрібну в той період її правління людину. Прагнучи до зближення із Західною Європою, до адаптації російського менталітету руху європейського просвітництва, маючи достатньо радників як німецького, так і французького напрямку, вона не могла не зупинити своєї уваги на розумній українській людині, що пробула 15 років в Англії, відмінно знайомому з її життям і установами. Особистість Самборського була симпатична багатьом, і він справляв приємне враження. Крім того, його не зачепили захоплення деїзмом і матеріалізмом, поширені в Англії. Там же Самборський сприйняв повагу до закону і права, прогресивність прагнень, що дуже імпонувало імператриці.

У 1782 році Катерина II призначила протоієрея Андрія Самборського духівником цесаревича Павла Петровича і його дружини. У цьому званні йому доручили супроводжувати молоду пару в її подорожі Європою. Після повернення до Росії в 1783 році  імператриця власноруч поклала на Самборського особливий хрест із синьої фініфті, осипаний діамантами, на блакитній стрічці. Потім отець Андрій рік прожив на Батьківщині в селі Стратилатівці (нині Кам'янка Харківської області). Тут він подбав про матеріальне становище своїх численних родичів. За результатами спостереження життя селян і стану сільського господарства в Слобідській Україні він писав 8 серпня 1783 князю А. А. Безбородьку з припущенням можливості «аппликовать» правила агрономії, набуті в Англії. 
|  | С уверением могу сказать, что во всех местах России можно завести доброе и весьма прибыточное государству хозяйство. О нынешнем российском доношу, что оно в самом бедственном положении. Крестьяне не разумеют никакого порядка и теряют по крайней мере третью часть времени, которое, по долговременной зиме, должно быть весьма дорого. Теряют они почти половину хлеба, причем весьма изнуряют свои силы и скотов, что причиняет чувствительнейший вред государству. |

### Законовчитель, школа землеробства
Після повернення в 1784 році зі Слобідської України отець Андрій Самборський отримав призначення законовчителем і викладачем англійської мови до великого князя Олександру Павловичу та його брата Костянтина Павловича, а пізніше і до великих княгинь — Олександри, Олени і Марії. З приводу цього призначення Самборський писав дружині в Лондон: 
|  | Так как эта должность имеет важнейшее значение для нашего отечества и, можно сказать, для всего человечества, то я обязан пройти чрез самое строгое самоиспытание… Со всевозможным усердием и бдительностью должен я начать мою священную обязанность. |

Приступивши до нової посади, Самборський отримав у подарунок мизу Білозерку (на дорозі з Павловська в Царське Село), де він вирішив застосувати свої агрономічні знання. Перед цим він вивіз сюди з Англії дружину і дочок. Отець Андрій часто здійснював педагогічні прогулянки з великими князями по полях Білозерки, пояснюючи їм користь землеробства, входив з ними в хати селян, знайомлячи з їх побутом і потребами. Цей час своєї діяльності Самбірський пізніше (у 1804 році) характеризував у листі до імператора Олександра I: 
|  | Время было для меня златое и драгоценное… Ваше Величество могли весьма ясно познать мою прямую систему религии евангельской и религии сельской, из которых происходят благонравие и трудолюбие, которые суть твердое основание народного благоденствия. |

Улітку 1787 року Самбірський був у Москві і в селі Коломенському, де супроводжував великих князів, зустрічав імператрицю, яка поверталася з Криму. Там він виголосив вітальну промову, яка була надрукована. Там його відвідав знайомий з дитинства М. М. Сперанський. Пізніше Сперанський став частим гостем протоієрея, у будинку якого зустрів свою майбутню дружину.

Оскільки Катерина II прагнула швидше одружити Олександра Павловича для продовження династії, його виховання закінчилося раніше терміну. З нагоди заручин великого князя 10 (21) мая 1793 года з принцесою Луїзою, нареченої при цьому Елизаветою Олексіївною, Самбірський послав йому листа: 
|  | Воспитание Ваше кончилось. Теперь Вы, благоверный Государь, должны Богу, отечеству и всякому человеку порознь сами за себя отвечать во всех деяниях. А паче: в Вашем высоком рождении есть некоторое коварное и зловредное ласкательство, угнетающее правду. Все земные владыки делались более или менее жертвою оного. Дабы спастись от будущих несчастий, Вы должны, во-первых, остерегаться всевозможным образом ласкательства и, во-вторых, сохранять свято обязанность брака, который начинается теперь обручением. |

Згодом отець Андрій залишився законовчителем брата і сестер Олександра Павловича. У 1797 році Самборський створив у Білозерці школу практичного землеробства, яка приносила, крім усього, і економічний прибуток.

### Угорський період

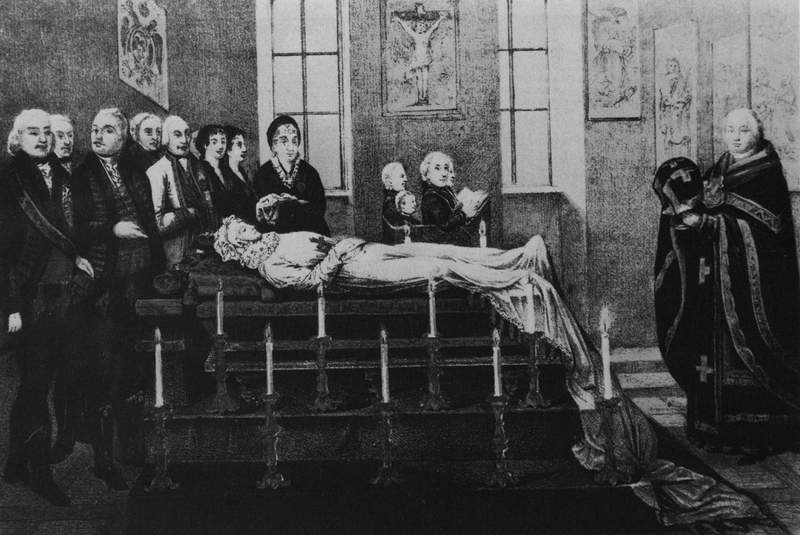
Поховання Олександри Павлівни (праворуч протоієрей Андрій Самборський). Гравюра 1801 року

У 1799 році велика княгиня Олександра Павлівна була видана заміж за австрійського та угорського ерцгерцога палатіна Йосипа. Самборський був направлений з нею до Буди як особистий духівник. В Австрії священик відкрито виявляв співчуття слов'янському національному руху на території монархії, а також схилив до цього і велику княгиню. Внаслідок цього її становище при австрійському дворі стало важким. Після смерті великої княгині у 1801 році отцю Андрію Самборському коштувало великих зусиль настояти на належному її похованні і спростувати плітки, ніби покійна перед смертю прийняла католицизм. З цією метою Самборський встиг видати гравіроване зображення відспівування великої княгині у православної церкви з усіма аксесуарами православного чинопослідування і поширити цю літографію між православними слов'янами й греками. До 1804 року Самборський залишався настоятелем побудованої за його ініціативою церкви-усипальниці великої княгині.

### У відставці

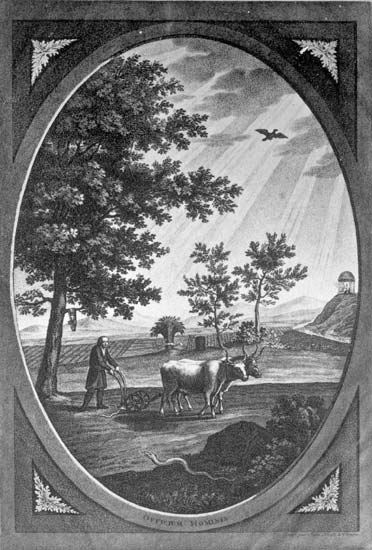
Нейдль. Самборський Андрій Опанасович. Гравюра

У 1804 році Самборський вирішив повернутися в Росію. По дорозі він відвідав Чорногорію і Греціїю; у Криму склав опис своєї подорожі. Тут отець Андрій подумував залишитися, щоб зайнятися місіонерством серед татар, а також показати на ділі, «яким чином можна звернути дикі степи в хлібородні поля і завести скрізь правильну систему польового господарства». 
«Цю спустошену країну сам Бог призначив для того, щоб священнослужінням у ній я зобразив залишок днів моїх», — писав він імператору знову в 1805 році, відмовляючись при цьому від платні за цю працю. Однак найвищого дозволу не було, і Самбірський оселився у своєму маєтку Стратилатовці Слобідсько-Української губернії. Тут він весь віддався сільськогосподарським і філантропічним заняттям: поширював між своїми селянами раціональні поняття про землеробство; ввів у вжиток удосконалені землеробські знаряддя, виписані з Англії; розвів іспанську породу овець; організував шовковичну плантацію; влаштував богадільню для престарілих, будинок для вдів і сиріт, лікарні з аптекою при ній, училище для дітей своїх селян, правильне прищеплення віспи. Тоді ж отець Андрій придбав у власність незадовго до цього відкриті Олександрівські мінеральні води (в 40 верстах від Ізюму). Після того як запрошений священиком професор хімії Харківського університету Ф. Гізі визначив терапевтичне використання джерел, Самборський облаштував бювети і відкрив їх для громадського користування, влаштувавши лікарню на 30 осіб і найнявши на свої кошти медика. Окрім цього, запровадив між своїми селянами оригінальний сільський суд — з людей похилого віку, який мав право нагороджувати за чесноти й карати за проступки. До того моменту (з 1804 року) отець Андрій отримував пенсію в розмірі 11260 рублів на рік (у тому числі — 7600 рублів з Кабінету Його Величності і 2000 рублів від Угорського палатина).
Незважаючи на всі успішні й добрі підприємства, священику погано жилося на Слобожанщині, як видно з листів його до імператора Олександру і князя А. Н. Голіцину. «Зізнаюся, — писав Самборський в одному з них, — що мені колись безпечніше було жити з невірними турками, ніж з моїми християнськими сусідами, на місці мого народження». В отця Андрія з'явилися недоброзичливці: одні поширювали чутки, що він «знаходиться під гнівом Його Величності», а інші — що «він шпигун государів». Колишній власник місцевості, де була влаштована водолікарня, скоїв шахрайські дії, налаштувавши проти Самборського все місцеве дворянство.
Імператор заспокоїв отця Андрія, надавши йому діамантові знаки ордена Святої Анни 1-го ступеня з особливим рескриптом, і велів переселитися в Санкт-Петербург, де священику було надано велике приміщення в Михайлівському замку. Тут він влаштував для себе храм з рухомої церкви, в якій влаштував своє священодійство у Відні, з іконами, що належали особисто великій княгині Олександрі Павлівні та з оздобленням «з її царственого одягу», куплених отцем Андрієм після її смерті «на публічному продажу». У 1806 році через графа Н. В. Салтикова йому був наданий малий мальтійський хрест.
Проте у 1807 році Самборський знову проживає у Стратилатівці. У 1809 році вирушає у Крим (Сімферополь та Євпаторія) до греків, про яких він пише А. Н. Голіцину: «Не можу досить описати їх сердечних рухів і пламенеющих молінь про благочестивейшем Государя, на якого вони сподіваються, що Бог обрав його для їх рятування». У 1812 році він повернувся в столицю, де і провів останні роки свого життя, постійно хворіючи. Тут його часто відвідували вихованці Царськосельського ліцею і дарували свої малюнки.
Помер отець Андрій Самборський 5 (17) октября 1815 года і був похований поруч із зятем, В. Ф. Малиновським, на Большеохтинському кладовищі.
По його смерті, згідно із заповітом, його двом донькам і онукам була залишена пенсія з Кабінету Його Величності й право користуватися квартирою в Михайлівському замку. Окрім того, родині Самборського був скасований борг Земельному банку (36000 рублів), «нажитий — як писав Самбірський в передсмертному листі імператору, — не розкішшю і мирською суєтою, але придбанням загального блага».

## Твори А.А.Самборского
- Самборский А. А., прот. Описание практическаго аглинскаго земледелия, собранное из разных аглинских писателей Андреем Афанасьевичем г. Самборским, протоиереем, находящимся при Российском посольстве в Лондоне / Под ред. С. Десницкого. — М.: Унив. тип., у Н.Новикова, 1781. — 88 с.
- Самборский А. А. Речь ея императорскому величеству по благополучном возвращении из путешествия их императорских высочеств. — СПб.: Печ. у Шнора, [1787]. — [4] с.
- Самборский А. А. Выписки из писем протоиерея Самборского из Вены от 14 Июня І804 / Сообщ. А. А. Малиновским // Русский архив, 1868. — Изд. 2-е. — М., 1869. — Стб. 111—120. — Под загл.: О восстановлении нового славяносербского государства. [Архівовано 5 червня 2013 у Wayback Machine.]